# Bodó Imre (politikus)
Bodó Imre (Szeged, 1962. május 8. –) magyar politikus, polgármester, országgyűlési képviselő.

## Életpályája

### Iskolái
Az általános iskoláját Tiszaszigeten járta ki. A Fodor József Élelmiszeripari Szakközépiskolában érettségizett le. 1999-ben diplomázott a Tessedik Sámuel Főiskola Gazdasági Karán. 2004-ben a Pécsi Tudományegyetemen humánszervező képesítést kapott. 2009-ben a Budapesti Corvinus Egyetemen politikai szakértőként is végzett.

### Politikai pályafutása
1994–1998 között Tiszasziget alpolgármestere volt. 1998–2012 között Tiszasziget polgármestere volt, 1998-tól a Fidesz tagja. 2002–2010 között a Csongrád Megyei Önkormányzat megyei közgyűlésének tagja volt. 2006–2014 között országgyűlési képviselő volt (2006–2010: megyei lista; 2010–2014: 1. választókerület). 2007–2010 között a Mezőgazdasági Bizottság tagja volt. 2010–2012 között a Fenntartható fejlődés Bizottságának tagja volt.
A Szegedi Szalámigyárban és Húskombinátban kezdett dolgozni. 1988-tól gépjárműoktatóként tevékenykedett. 1990-ben egyéni vállalkozó lett; megalapította a Bodó Autósiskolát. 2012–2015 között a szegedi járási hivatal vezetője volt. 2019-ben elindult Újszentivánon a polgármesteri posztért a Vállalkozók Egyesülete színeiben, de nem nyert. 2020-ban Csongrád-Csanád megye 1. választókerület választókerületi elnöke szeretett volna lenni. Meg is nyert egy belső szavazást, de Orbán Viktor elutasította a kinevezését. Emellett megkezdték a pártból való kizárását.